# Archidiecezja Pampeluny i Tudeli
Archidiecezja Pampeluny i Tudeli (łac. Archidioecesis Pampilonensis et Tudelensis) – archidiecezja Kościoła rzymskokatolickiego w Hiszpanii. Jest główną diecezją metropolii Pampeluny i Tudeli. Została erygowana w V w. W 1956 została podniesiona do rangi metropolii.